# 袁州区
袁州区（えんしゅう-く）は中華人民共和国江西省宜春市に位置する市轄区。

## 歴史
袁州区の前身は前201年、前漢により設置された宜春県である。前129年に宜春侯国とされたが、前112年に廃止となり宜春県が再び設置された。新代には修暁県と改称されたが、後漢が成立すると25年（建武元年）に宜春県に戻されている。185年（中平2年）、県東部（現在の樟樹市西部）に漢平県が分割・設置されている。
267年（宝鼎2年）、県西部に萍郷県、東部に新渝県が設置された。280年（太康元年）に宜陽県と改称されたが、598年（開皇18年）に宜春県とされた。
1979年10月8日、県城区に県級市の宜春県を分割・設置、1985年3月29日には宜春県は宜春市に統合された。2000年8月、宜春地区が地級市の宜春市に改編されるに伴い、県級市の宜春市は袁州区と改称された。

## 行政区画
- 街道:霊泉街道、秀江街道、湛郎街道、珠泉街道、化成街道、官園街道、下浦街道、鳳凰街道、金園街道、新康府街道
- 鎮:彬江鎮、西村鎮、金瑞鎮、温湯鎮、三陽鎮、慈化鎮、天台鎮、洪塘鎮、渥江鎮、新坊鎮、寨下鎮、芦村鎮、湖田鎮、新田鎮、南廟鎮、竹亭鎮、水江鎮、遶市鎮、洪江鎮
- 郷:楠木郷、柏木郷、飛剣潭郷

## 交通

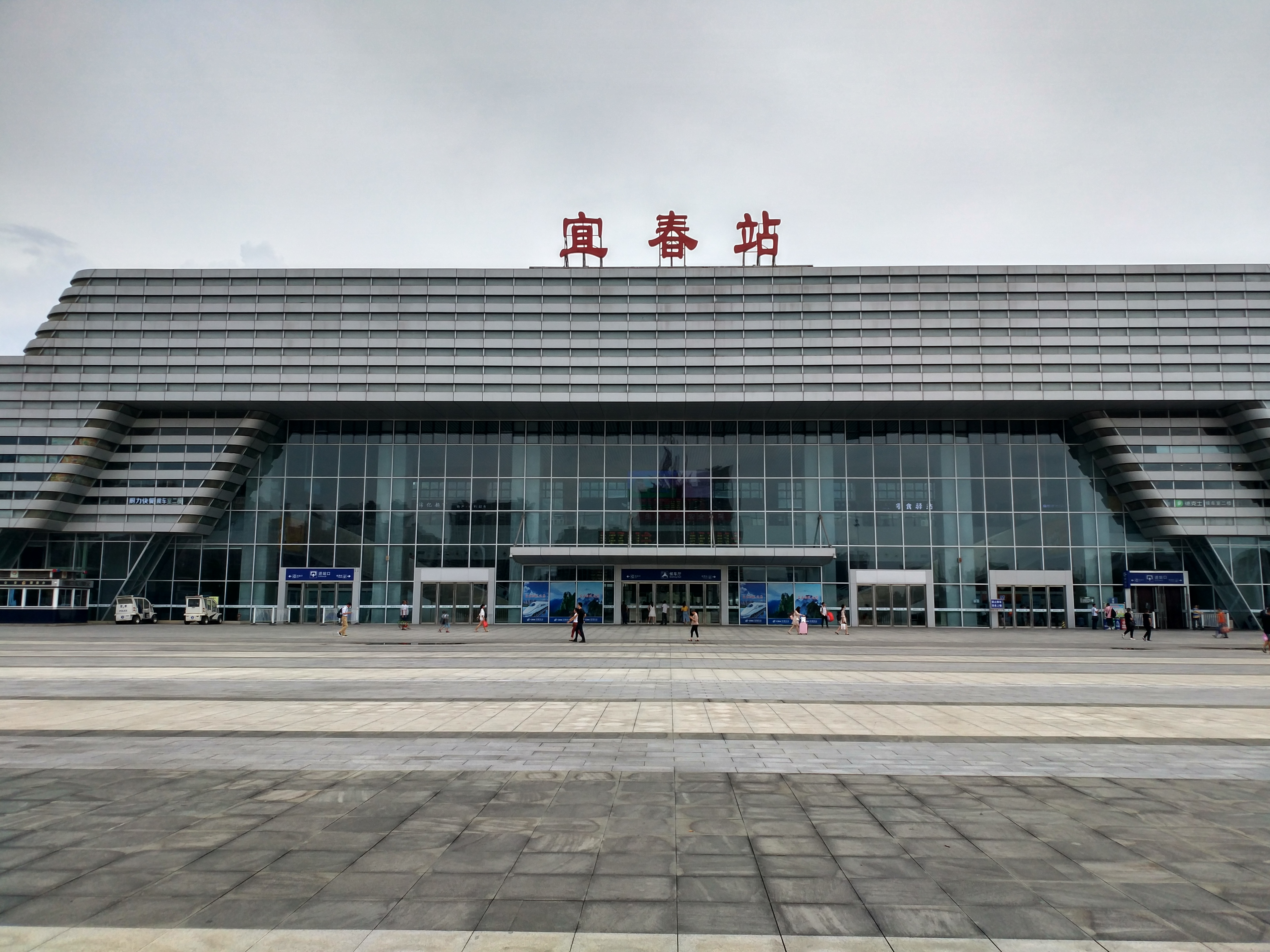
宜春駅

### 航空
- 宜春明月山空港（中国語版）

### 鉄道
- 中国鉄路総公司
  - 滬昆旅客専用線、滬昆線
    - 宜春駅

### 道路
- 高速道路
  - 滬昆高速道路
  - S38 昌栗高速道路
  - S81 万宜高速道路
- 国道
  - G320国道